# Open House (Fernsehsendung)
Open House war eine österreichische Improvisationssendung mit Michael Niavarani und Viktor Gernot, die von 2008 bis 2009 ausgestrahlt wurde. Die Sendung wurde bereits nach den ersten drei Folgen der ersten Staffel eingestellt. 

## Konzept
Nach gemeinsamen Kabarettprogrammen wie Gefühlsecht und Fernsehproduktionen wie Was gibt es Neues? produzierten Viktor Gernot und Michael Niavarani eine Improvisations-Show, die samt Einsager nach dem preisgekrönten Vorbild Schillerstraße funktionieren soll.
Die Sendung handelt um das fiktive alltägliche Leben der beiden Kabarettisten. Dabei gibt es auch einen Spielleiter, welcher durch die Sendung führt und den beiden Darstellern Anweisungen gibt. Dieser wird entweder von Gerald Fleischhacker oder Oliver Baier verkörpert.
Zusätzlich kommen noch einige Überraschungs-Stargäste dazu wie Sigrid Hauser, Reinhard Nowak, Harald Serafin, Ulrike Beimpold, Ramesh Nair und viele mehr.

## Folgen & Veröffentlichungen
- Die Silvesterparty
- Das Casting
- Der Onkel

Alle drei Folgen der Serie wurden auf der DVD-Box Niavarani/Gernot: Gemeinsam gesammelte Werke veröffentlicht.